# Nimrod
Nimrod是为游玩尼姆游戏而专门开发的计算机，由英國工程公司和電腦開發商費蘭提设计与制作，并在1951年不列顛節上展出，靈感源於早期尼姆遊戲機「Nimatron」。Nimrod寬3.7米、深2.7米、高1.5米，由約翰·麥克皮斯·班尼特設計，工程師雷蒙德·斯圖爾特-威廉姆斯製造，展會參加者可透過此台電腦與人工智能在尼姆遊戲上一較高下。過程中，玩家須在控制板上按下按鈕，而與按鈕相對應的燈泡則會在機器上面亮起，然後便輪到電腦的回合。機器的運算結果也會透過燈泡表示。Nimrod設有多種運算速度，可快可慢，以便演示者可以準確地描述電腦的實時操作。雖然Nimrod旨在費蘭提的電腦設計和編程能力，而非娛樂大眾，但大多數參加者對於玩遊戲更感興趣。不列顛節結束後，Nimrod先後在柏林和多倫多展出，最終被費蘭提拆除。
運用了視覺效果的Nimrod可能屬於首批早期電腦遊戲。它在1947年陰極射線管娛樂裝置（已知最早的互動式電子類遊戲）面世僅四年後出現，也晚於類似的特製遊戲機「大腦伯蒂」一年。然而，Nimrod沒有電子屏幕，僅透過燈泡顯示遊戲狀態，又未必符合電子遊戲的某些定義。

## 開發
1951年夏天，英國在全國各地舉辦不列顛節，旨在宣揚英國對科學、科技、工業設計、建築、藝術的貢獻，同時紀念百年前的萬國工業博覽會。英國工程公司和新興電腦開發商費蘭提承諾為展覽製作一項展品。1950年未，不久前才在劍橋大學取得哲學博士並畢業的澳洲籍員工約翰·麥克皮斯·班尼特，提議費蘭提可以製作一台能夠遊玩尼姆遊戲的電腦。在該遊戲中，玩家輪流從一排道具中取走一個或者多個道具，依規則不同，取走最後一個道具的可能是輸家或贏家；遊戲選項則可透過數學來模擬。班尼特的建議據悉是受到早期尼姆遊戲機「Nimatron」所啟發，該機器曾於1940年紐約世界博覽會上展出。Nimatron由愛德華·康登設計，西屋電氣以機電繼電器製造，重量超過一噸。雖然班尼特的建議是款遊戲，但他的目標卻是藉著這款數學遊戲來展示電腦進行數學運算的能力，從而展示費蘭提的電腦設計和編程能力，而非娛樂大眾。
費蘭提在1950年12月1日開始製造電腦，工程師雷蒙德·斯圖爾特-威廉姆斯（Raymond Stuart-Williams）把班尼特的設計轉化為一台能運行的機器。開發工序於1951年4月12日完成，成品寬3.7（12英尺）、深2.7（9英尺）、高1.5（5英尺），大部分體積被真空管和顯示遊戲狀態的燈泡佔據，電腦實際佔用的體積只佔整體百分之二。Nimrod外型是個帶有燈板的大盒子，前面有個凸起的板面，上方設有與燈泡相對應的按鈕，而這些按鈕代表著玩家可以移除的物體。
玩家會在控制板前按下按鈕來下棋，機器設有兩個燈板，一邊顯示遊戲狀態，另一邊顯示電腦在下棋時的運算結果。電腦設有多種運算速度，可快可慢，以便演示者可以準確地描述電腦的實時操作。附在Nimrod上的視覺指南解釋了電腦在其回合所採取的行動，顯示可能的遊戲狀態，以及它們如何透過燈光表示。遊戲過程中，燈泡也會在指示輪到哪位玩家的回合以及判定哪一方獲勝時適時亮起。

## 展示

機器示意圖

1951年5月5日，Nimrod以「Nimrod數位電腦」名義在不列顛節上亮相，費蘭提標榜它「比想像的更快」、是個「電子大腦」。電腦專門遊玩尼姆遊戲；玩家會坐在增高架上操作，演示者則坐在增高架和電腦之間的另一邊。電腦可以遊玩傳統或逆向版本的尼姆遊戲。費蘭提又以一先令六便士的價錢向參觀者出售Nimrod簡短指南，內裏說明了電腦如何運作，Nimrod如何運作，同時宣傳公司的其他發展。指南亦解釋，費蘭提透過遊戲來展示機器的力量並不意味著它是用於娛樂，並比較尼姆遊戲的數學基礎與國家經濟建模。電腦科學先驅艾倫·圖靈是其中一位曾遊玩Nimrod的玩家。
雖然Nimrod是用作技術演示，但大多數參加者對於玩遊戲更感興趣，而非它背後的編程和工程邏輯。班尼特宣稱「大多數公眾都非常高興地盯著閃爍的燈光，並對此留下深刻印象。」英國廣播公司電台記者保羅·詹寧斯（Paul Jennings）聲稱，所有不列顛節參加者在到達「非常可怕」的「巨型灰色冰箱」時都「停下腳步」。
1951年10月，不列顛節結束後，Nimrod便被運往柏林並在工業展上展出三週。期間，Nimrod吸引了眾多觀眾，同時為他們帶來深刻印象，當中包括西德經濟部長路德維希·艾哈德。隨後，費蘭提又把Nimrod運至多倫多作短暫展示。後來，費蘭提認為Nimrod的使命已經完成，因此把它拆除。由於Nimrod並非娛樂產品，以致後來誕生的任何一款遊戲均未有以它作為遊玩平台，而費蘭提則繼續致力於設計通用電腦。在接下來的幾年裏，多台電腦利用尼姆遊戲作為示範程式，包括挪威的NUSE（1954年）、瑞典的SMIL（1956年）、澳洲的SILLIAC（1956年）、波蘭的奧得（馬倫巴，1962年）、荷蘭的Nimbi（1963年）、法國的阿提尼亞（1963年）。
Nimrod是在1947年陰極射線管娛樂裝置（已知最早的互動式電子類遊戲）面世僅四年後製作的，也晚於類似的特製遊戲機「大腦伯蒂」（最早運用視覺效果的電腦遊戲）一年。根據某些定義，Nimrod屬於首批早期電子遊戲，可能第二款面世的作品。雖然定義各不相同，但之前的陰極射線管娛樂裝置是款單純基於模擬電路的遊戲，即使Nimrod和大腦伯蒂沒有電子屏幕，至少它們有在電腦上運行。1952年，以軟件為基礎的井字棋遊戲《OXO》以及由克里斯托弗·斯特雷奇編程的西洋跳棋程序先後面世，是首批在電子屏幕上顯示視覺效果而非透過燈泡展現結果的電腦遊戲。

## 備註
1. ↑  大陆译名取自《数字游戏设计史》（2021年）[1]，港台名稱取自《電玩遊戲進化史【圖解漫畫版】》[2]。

## 外部連結
- （英文）The  Computer （页面存档备份，存于）